# Andreas Eössi
Andreas Eössi († um 1600) war ein siebenbürgischer religiöser Schriftsteller und Begründer der sabbathaltenden Bewegung der Sabbatarier.

## Leben und Werk
Eössi entstammte dem siebenbürgischen Adel und besaß mehrere Güter. Sein Stammgut war Hammersdorf (ungarisch: Szenterzsébet, Sankt Elisabeth) nahe Hermannstadt. Über seine frühen Jahre ist nur wenig bekannt. Unter der Regierungszeit von Fürst Johannis Sigismund 1567 schloss er dem Unitarismus an und übernahm später auch die nonadorantistischen Positionen Franz Davids. Eössi kam auch in Kontakt mit dem deutschen Theologen Matthias Vehe-Glirius und übersetzte Teile seiner Arbeiten ins Ungarische. Bereits vor 1565 hatte er mit seiner Familie den Sabbat gefeiert und wurde schließlich 1588 zu einem der Mitbegründer der siebenbürgischen Sabbatarier. Obwohl kein ausgebildeter Theologe, verfasste er religiöse Prosa und Lyrik, darunter einen sabbatarischen prosaischen Katechismus und eine Liedersammlung und legte so den Grundstein der sabbataristischen Konfession. Nach dem Tod seiner Frau und Kinder adoptierte er Simon Péchi, der später siebenbürgischer Kanzler werden und ihn als Führer der Sabbatarier nachfolgen sollte. Bereits einige Jahre teilweise gelähmt und an das Bett gefesselt, starb Eössi um 1600.
In seinen Schriften argumentierte Eössi unter anderem, dass das Neue Testament keinen Gesetzesrang zuerkannt werden und somit das Alte Testament nicht ablösen könne. Die Formulierung eines Neuen Bundes lehnte er ab. Entsprechend sprach er sich für die Feier des Sabbats und die Einhaltung der in der Tora genannten Gebote aus, wie es auch Jesus getan hatte. Als Unitarier sah Eössi Jesus nicht als gottesgleich an.